# 2944 Peyo
2944 Peyo eller 1935 QF är en asteroid i huvudbältet, som upptäcktes 31 augusti 1935 av den tyske astronomen Karl Wilhelm Reinmuth i Heidelberg. Den har fått sitt namn efter den belgiske serietecknaren Pierre "Peyo" Culliford.
Asteroiden har en diameter på ungefär 8 kilometer.